# Phare de Port Washington
Le phare de Port Washington (en anglais : Sheboygan Breakwater Light), était un phare du lac Michigan situé à Port Washington dans le Comté d'Ozaukee, Wisconsin. Il a été remplacé par le phare du brise-lames de Port Washington et converti en habitation. Après avoir été restauré avec l'aide du Grand-Duché de Luxembourg il est devenu un musée.
Ce phare est inscrit au Registre national des lieux historiques depuis le 29 septembre 1999 sous le no 99001222.

## Historique
Les demandes pour un phare pour le port ont été présentées pour la première fois au congrès en 1845. Il a été achevé en 1849 et se composait d'une tour et d'une maison de gardien séparée, toutes deux construites en Cream City brick (en). La tour mesurait un peu plus de 11 m de haut et était équipée d'un réseau de cinq lampes Lewis avec des réflecteurs de 360 mm et se trouvait à 33 m au-dessus de l'eau. Il a été allumé pour la première fois le 8 mai 1849. En 1856, une lentille de Fresnel du sixième ordre a été installée.
À partir de 1859, le phare a été « reconstruit ». En fait, une structure en briques plus ou moins entièrement nouvelle a été construite, réutilisant certains éléments et matériaux de l'habitation plus ancienne. La conception de la nouvelle maison, de deux étages avec la tour de toit, a également été utilisée pour le phare de Pilot Island et d'autres dans la région. Une lentille du sixième ordre devait être installée, censée provenir de la lumière précédente, mais une lentille du quatrième ordre a été installée en 1870. [5] Cette lentille, à 34 m au-dessus de l'eau, a donné à la lumière une portée de 16 milles marins (environ 29 kilomètres).
Le bâtiment de 1859 abritait un gardien et sa famille. Un bureau était au premier étage et une salle de surveillance au deuxième. Charles Lewis père en fut le gardien de 1874 à 1880, date de sa mort. Sa femme lui a succédé brièvement, puis son fils Charles Lewis Jr. a entretenu les lumières de Port Washington pendant de nombreuses années.
Avec le dragage et l'agrandissement du port à la fin des années 1800, le phare du brise-lames de Port Washington a été allumé en 1889. Cette tour était sans gardien et était entretenue par les gardiens de l'ancien feu. En 1903, il était clair qu'une seule lumière était nécessaire, et l'ancien phare fut abandonné. Le gardien Charles Lewis, Jr. s'est retiré en 1924 à l'électrification du phare du brise-lames, mais a apparemment continué à vivre dans la vieille maison.
En 1934, cependant, une nouvelle tour en acier a été installée sur le brise-lames, et cette lumière a exigé l'entretien manuel de sa corne de brume. L'ancien bâtiment a été remodelé pour abriter les nouveaux gardiens, comprenant la suppression de la tour et de tous ses supports intérieurs. Quand le phare du brise-lames a été entièrement automatisé en 1975–76, l'ancien phare a continué à loger d'autre personnel de la garde côtière jusqu'en 1993, quand le bâtiment a été remis à la Port Washington Historical Society , d'abord sur une base louée et puis en 1997 en pleine propriété.

### Restauration
La région de Port Washington abritait de nombreux immigrants luxembourgeois, et en 2000 le ministre luxembourgeois des Sites et Monuments a visité la région. Après avoir visité l'ancien phare, il a offert, au nom du grand-duché, de fournir une tour et une lanterne de remplacement afin de redonner au phare son aspect d'origine, en mémoire des militaires américains qui ont combattu dans le petit pays de la Seconde Guerre mondiale. La société historique a réussi à lever les fonds nécessaires pour achever la restauration, et en mars 2002 la nouvelle tour est arrivée du Luxembourg et a été installée. Le phare restauré a été dédié le 16 juin 2002. Une lentille de Fresnel nouvellement fabriquée a été installée en 2007. Le phare restauré contient un musée de la vie des phares.

Identifiant : ARLHS : USA-652.

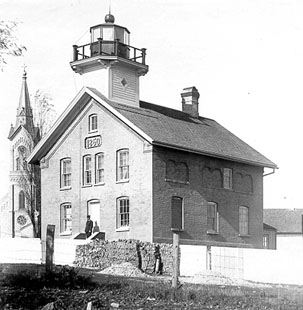
Le phare (photo USCG)
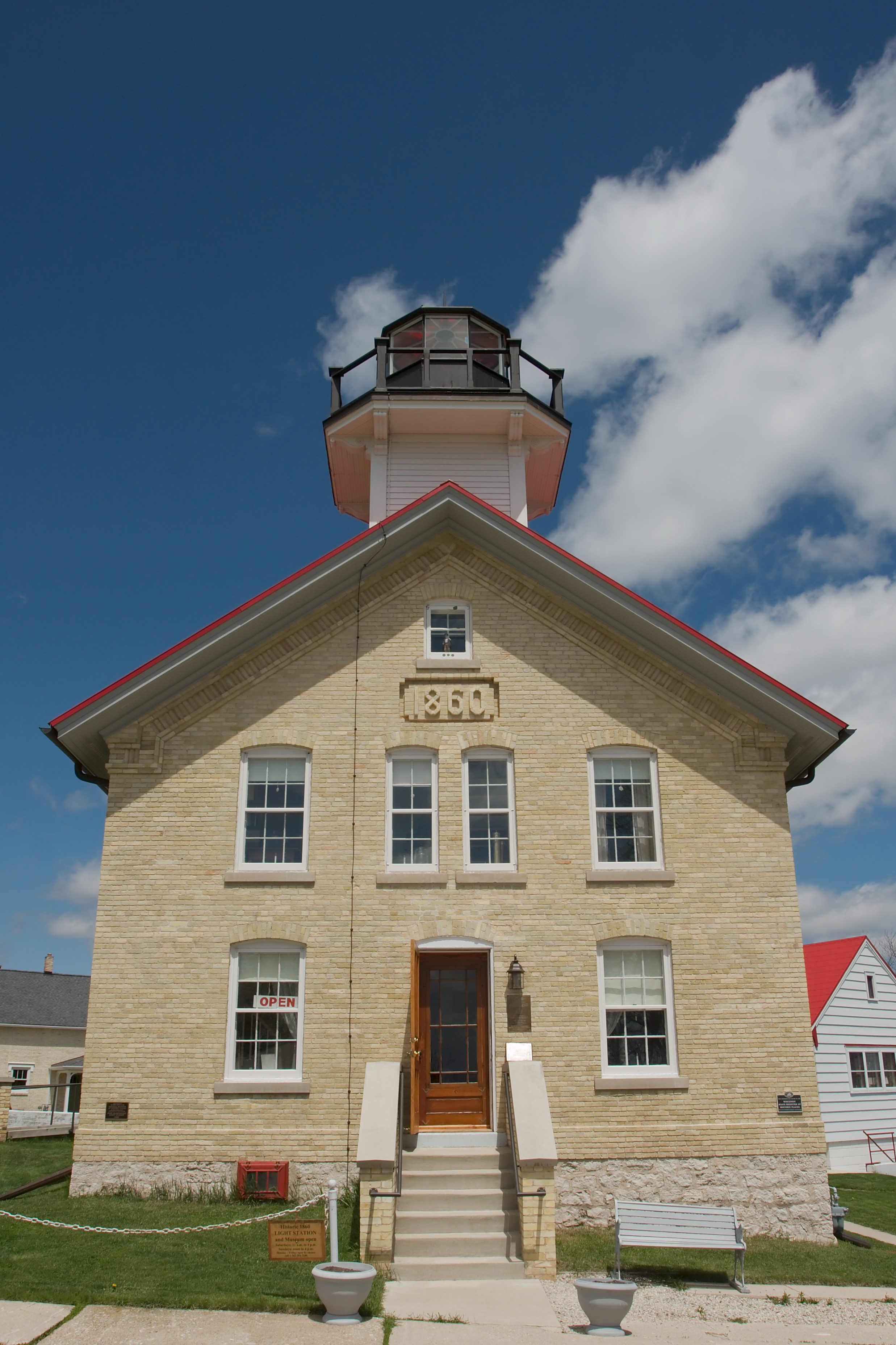
Le phare actuellement